# Passiflora murucuja
Passiflora murucuja är en passionsblomsväxtart som beskrevs av Carl von Linné. Passiflora murucuja ingår i släktet passionsblommor, och familjen passionsblomsväxter. Inga underarter finns listade i Catalogue of Life.

## Bildgalleri

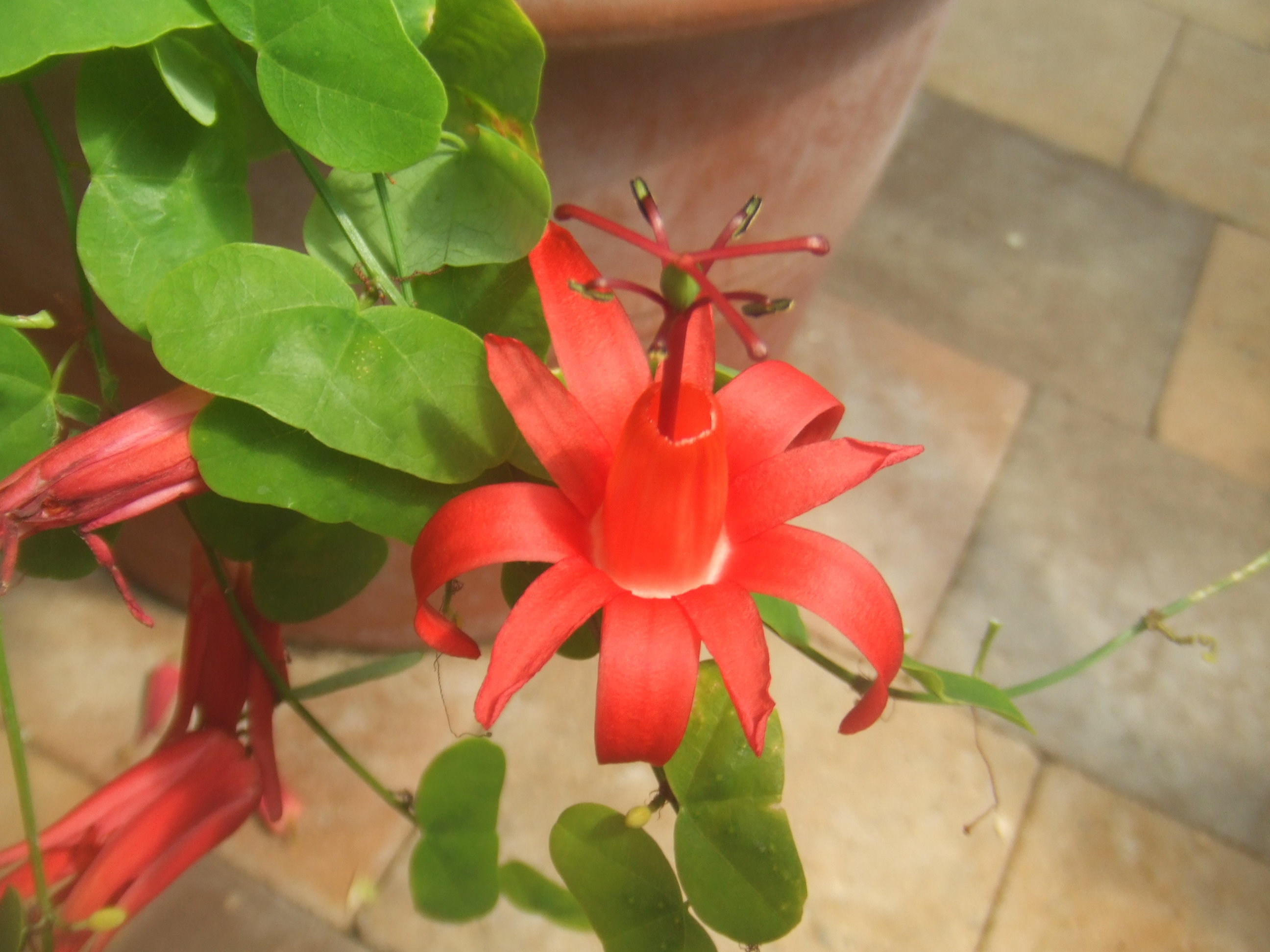
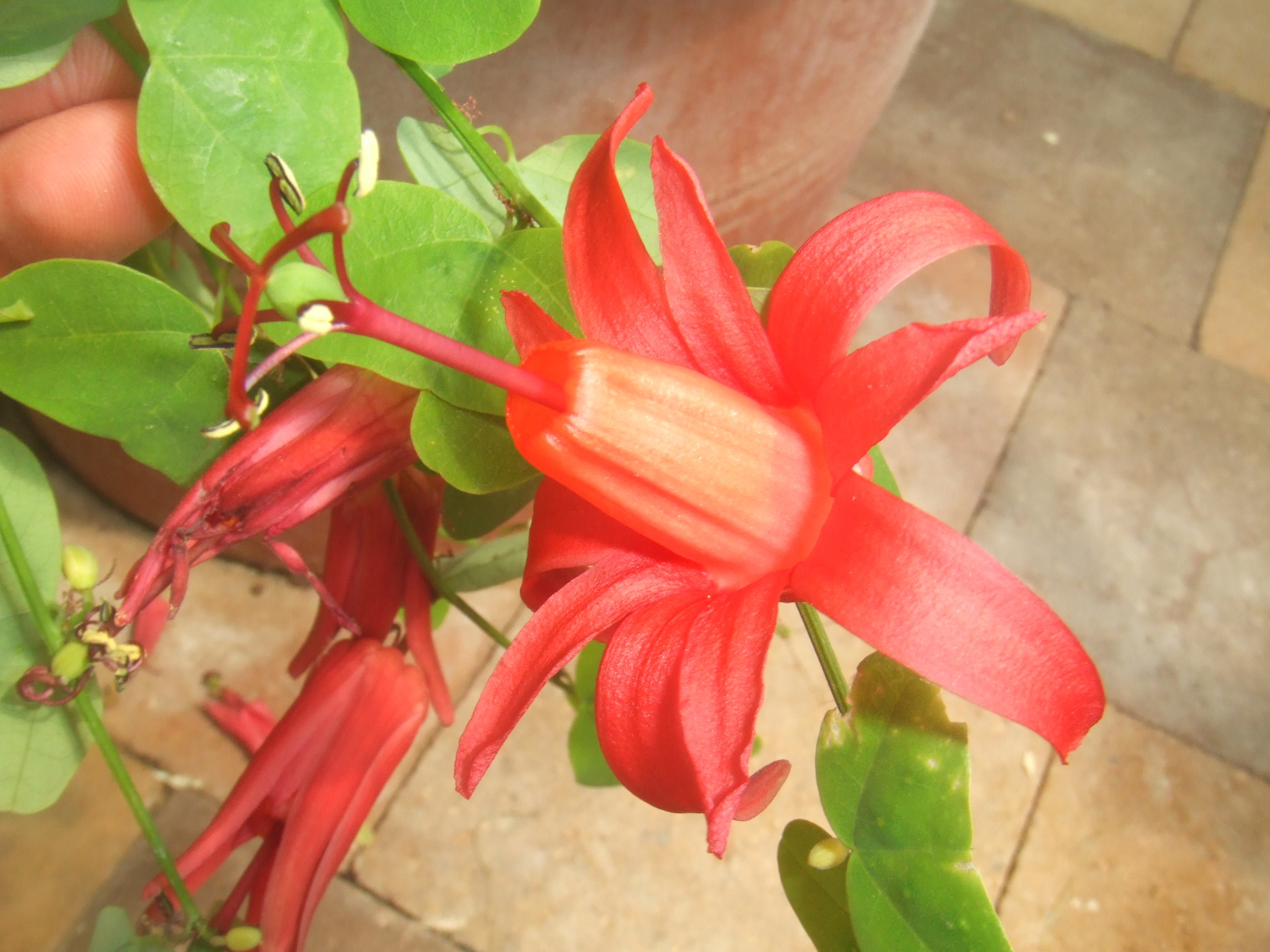
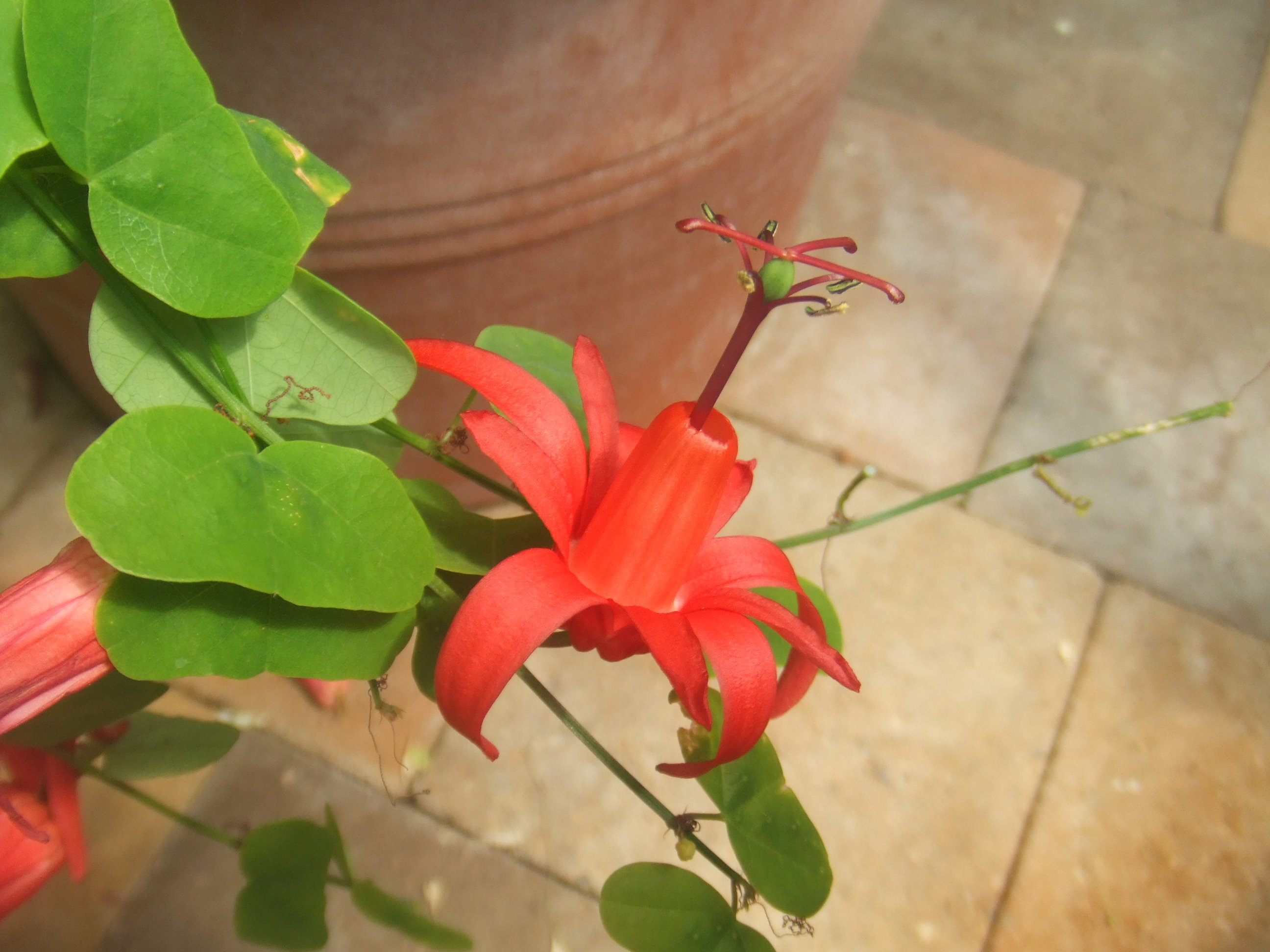
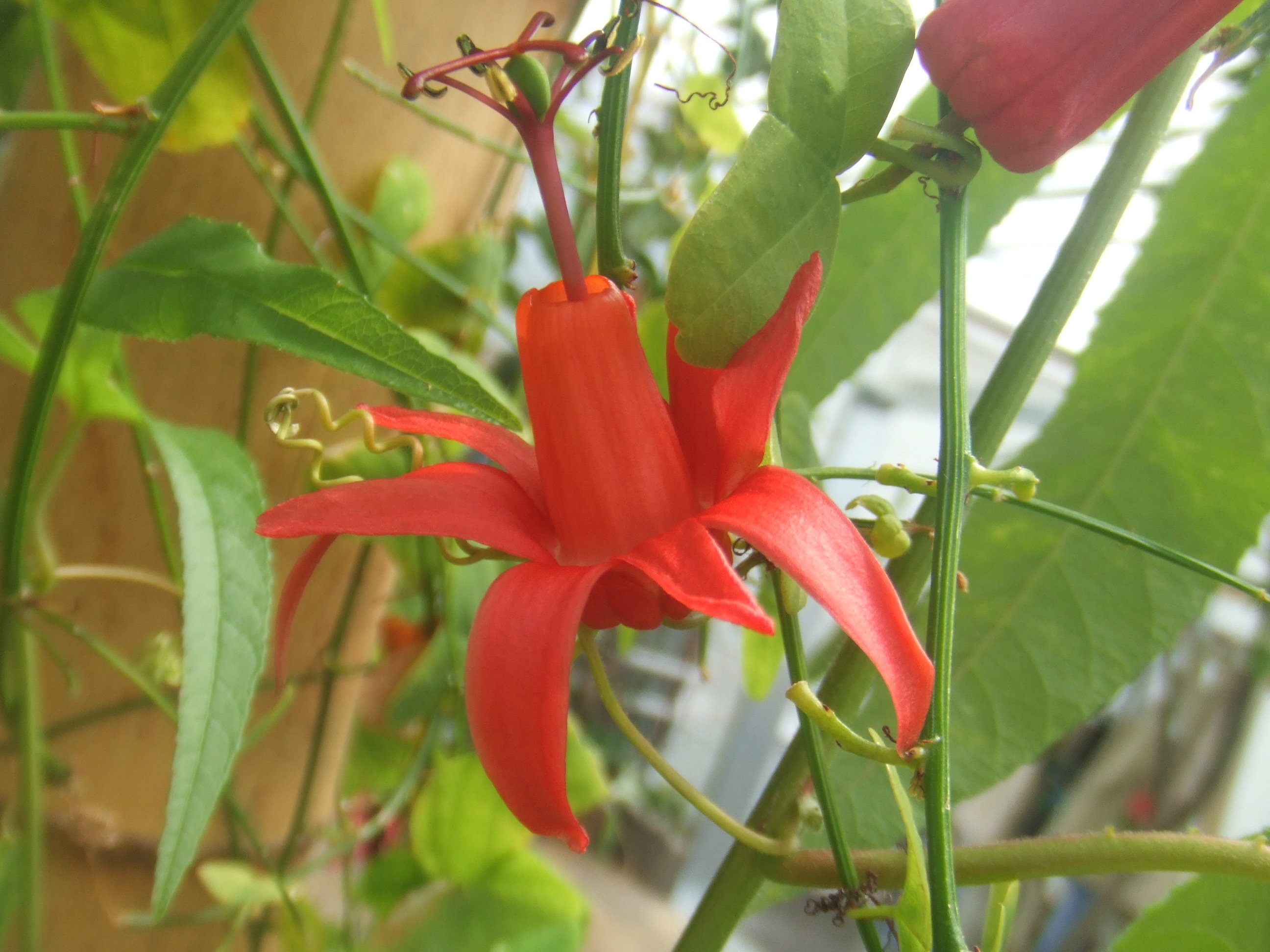